# Athée-sur-Cher
Athée-sur-Cher ist eine französische Gemeinde mit 2.848 Einwohnern (Stand: 1. Januar 2022) im Département Indre-et-Loire in der Region Centre-Val de Loire; sie gehört zum Arrondissement Loches und zum Kanton Bléré. Die Einwohner werden Athégien(ne)s genannt.
Die Gemeinde erhielt 2022 die Auszeichnung „Eine Blume“, die vom Conseil national des villes et villages fleuris (CNVVF) im Rahmen des jährlichen Wettbewerbs der blumengeschmückten Städte und Dörfer verliehen wird.

## Geografie
Athée-sur-Cher liegt in der historischen Provinz Touraine (auch Jardin de la France genannt) nahe dem Fluss Cher, der die Gemeinde im Norden begrenzt, etwa 18 Kilometer östlich von Tours. Umgeben wird Athée-sur-Cher von den Nachbargemeinden Saint-Martin-le-Beau im Norden, Dierre im Nordosten, Bléré im Osten, Cigogné im Südosten, Courçay im Süden, Truyes im Südwesten sowie Azay-sur-Cher im Westen.
Durch die Gemeinde führt die Autoroute A85.

## Geschichte
907 wurde der Ort erstmals als Ateia erwähnt.
Während des Zweiten Weltkrieges führte in der Zeit des Vichy-Regimes (1940–1944) durch die Gemeinde die Demarkationslinie.

### Bevölkerungsentwicklung
| Jahr      | 1962 | 1968 | 1975 | 1982 | 1990 | 1999 | 2006 | 2018 |
| Einwohner | 1094 | 1063 | 1256 | 1506 | 1819 | 2019 | 2313 | 2686 |

## Sehenswürdigkeiten
- Kirche Saint-Romain, gegen 1635 neu gebaut, seit 1949 als Monument historique eingeschrieben
- Schloss Nitray, erbaut 1516 an der Stelle der früheren Schloss- bzw. Burganlage aus dem 13. Jahrhundert, seit 1947 in Teilen als Monument historique eingeschrieben
- Turm Le Brandon, Turm der früheren Burganlage Montbazons aus dem 12. Jahrhundert, mit einem Durchmesser von 12,6 Meter und etwa 19 Meter Höhe, seit 1936 als Monument historique eingeschrieben
- Herrenhaus La Boissière aus dem 16. Jahrhundert, Fassaden und Dächer seit 1960 als Monument historique eingeschrieben
- Reste des gallorömischen Aquädukts (Aquädukt Fontenay), seit 1966 als Monument historique klassifiziert
- Mobiler Schleusendamm mit „Nadeln“ aus dem 19. Jahrhundert, seit 2011 als Monument historique klassifiziert

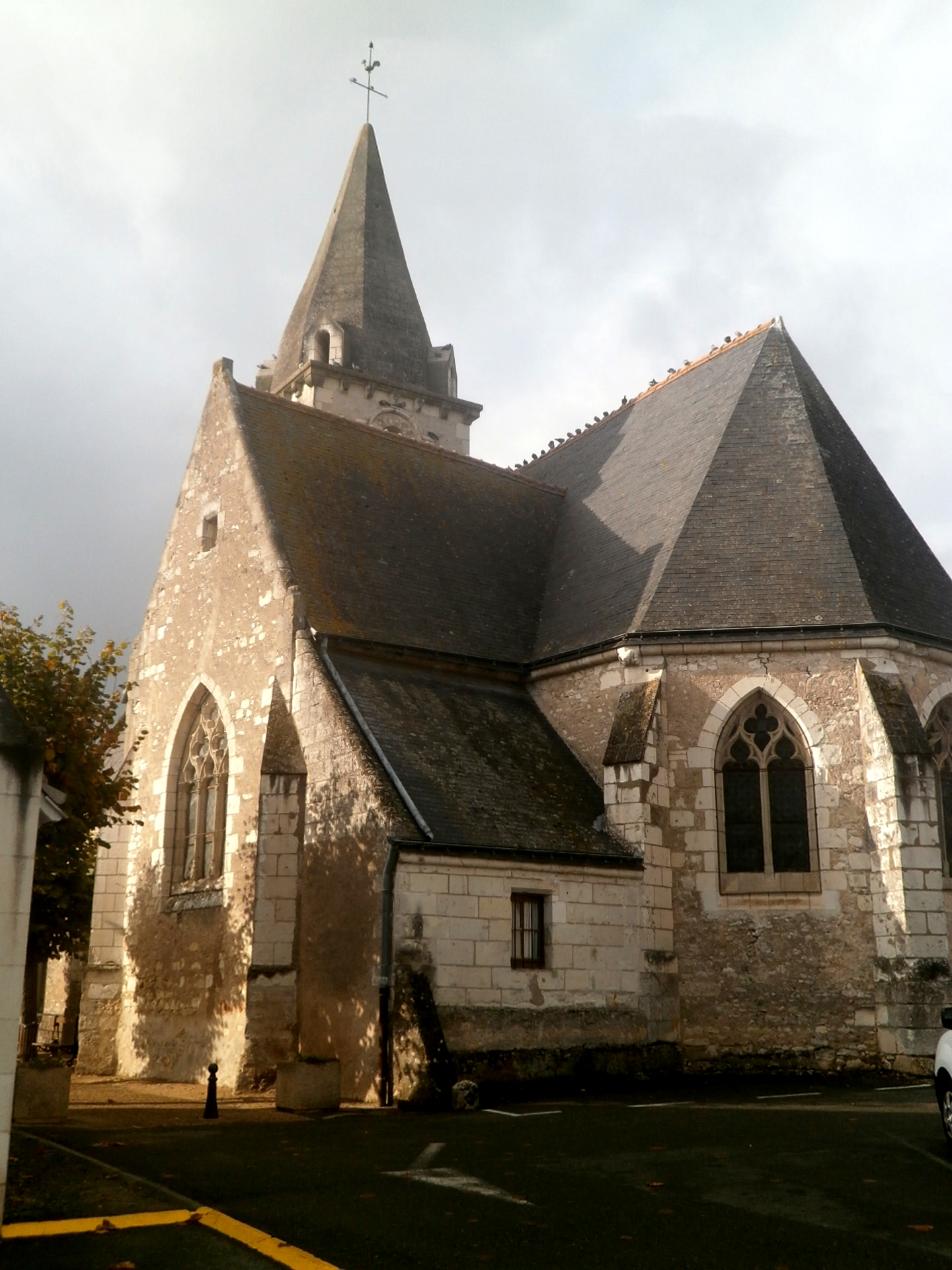
Kirche Saint-Romain
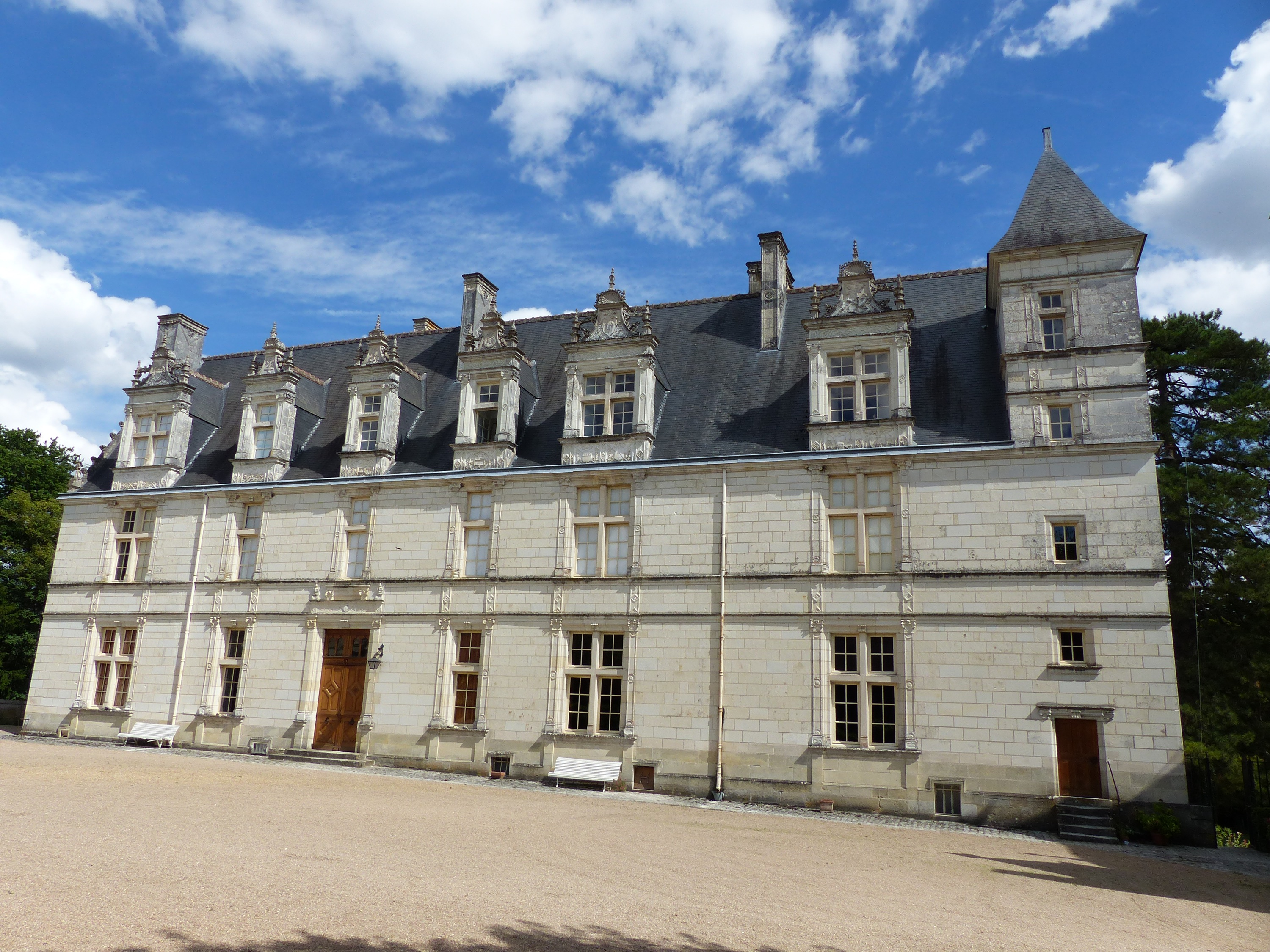
Schloss Nitray
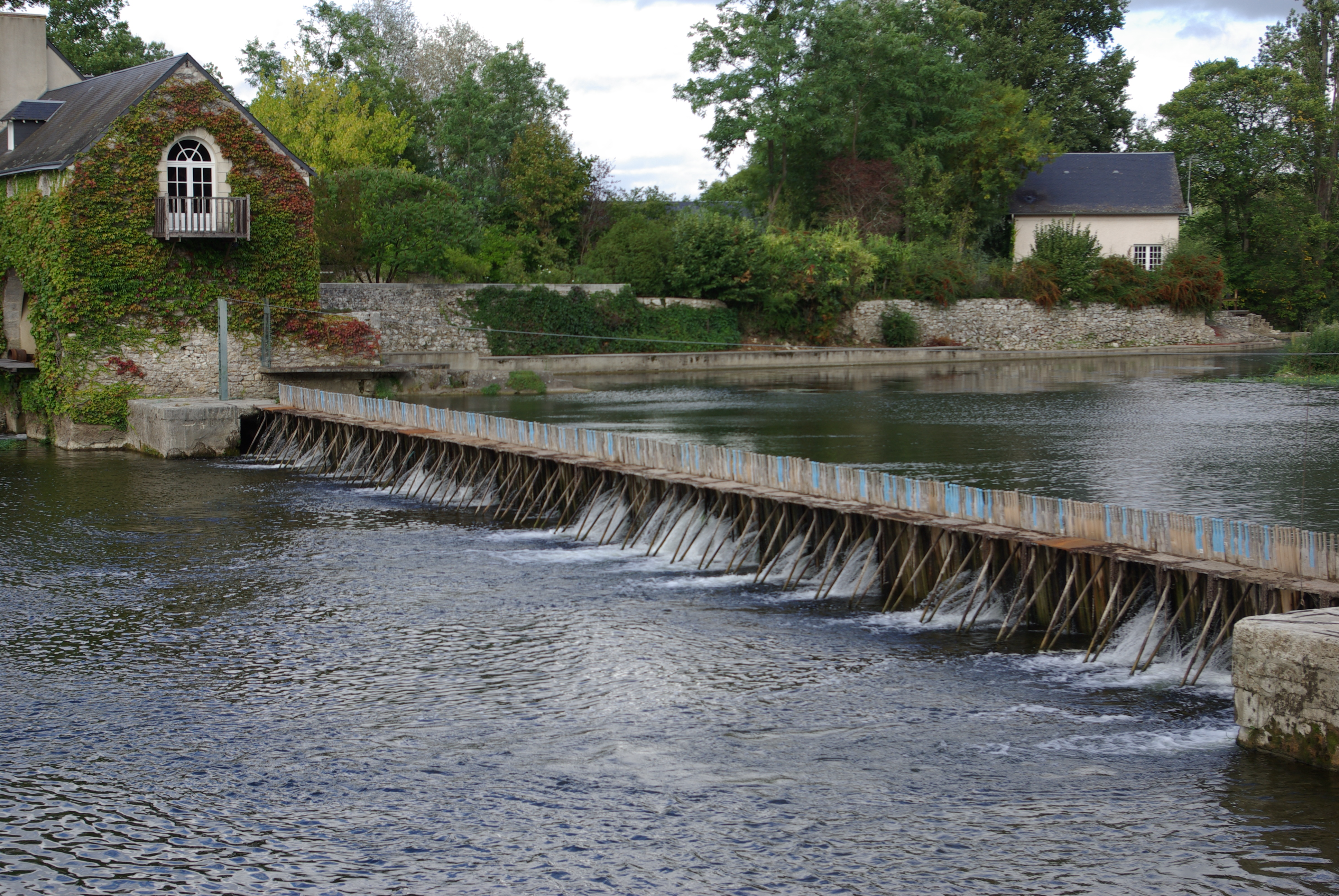
Mobiler Schleusendamm mit „Nadeln“

## Persönlichkeiten
- Girard d’Athée (1150/1160–1215), Ritter, Söldnerführer unter dem englischen König Johann Ohneland